# Solange Michel

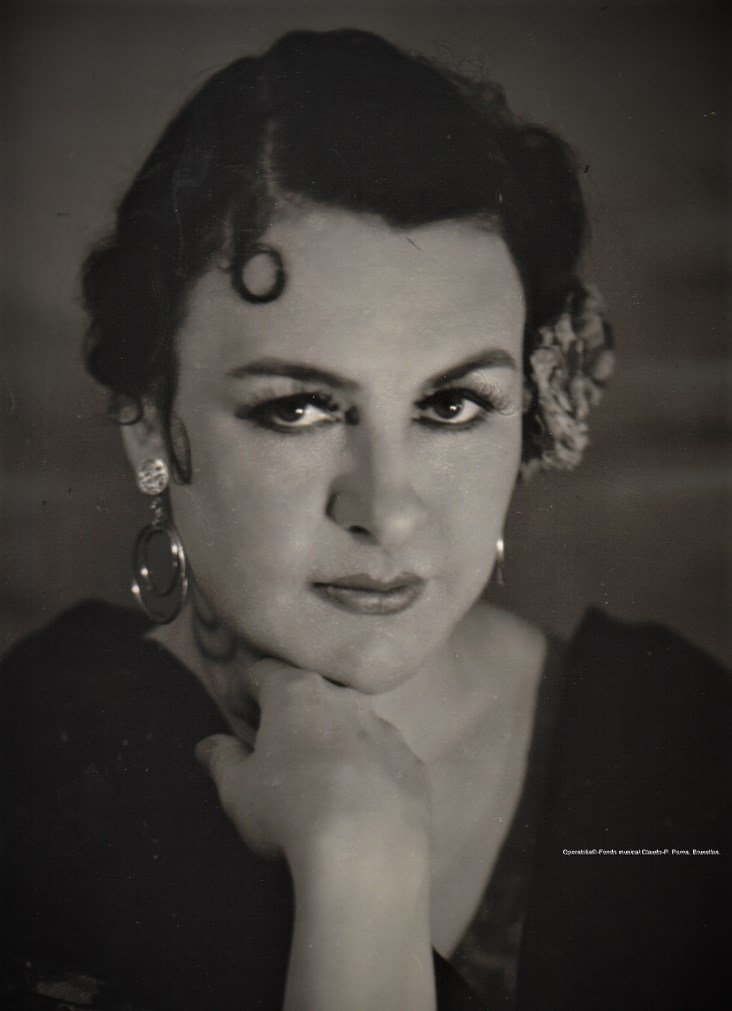

Solange Michel (Solange Boulesteix) ( °27 de noviembre de 1912, Paris-†15 de diciembre de 2010) fue una mezzosoprano francesa activa entre 1930-1970.
Fue una de las más conocidas Carmen de posguerra.
Estudió en el Conservatorio de París con Thomas Salignac y André Gresse. Debutó en 1936, y en 1942, como Charlotte en Werther.
En 1945 cambió su nombre a Solange Michel y formó parte del elenco de la Opéra-Comique. Además de Carmen sus otros papeles fueron Charlotte, Dalila en Sansón y Dalila, Geneviève en Peleas y Melisande, Marguerite y Orfeo en Orfeo y Eurídice. 
Cantó en la Royal Opera House, La Scala, Teatro San Carlo, Gran Teatro del Liceo de Barcelona, el Teatro Colón en Buenos Aires, etc.
Se retiró en Besanzón en 1978. 
Su más famoso registro fue Carmen, con Raoul Jobin, dirigida por André Cluytens.